# Villa des Bretaudières
 (juillet 2024).
Si vous disposez d'ouvrages ou d'articles de référence ou si vous connaissez des sites web de qualité traitant du thème abordé ici, merci de compléter l'article en donnant les références utiles à sa vérifiabilité et en les liant à la section « Notes et références ».
La villa des Bretaudières est située à Saint-Philbert-de-Grand-Lieu, en France.

## Localisation
La villa est située sur la commune de Saint-Philbert-de-Grand-Lieu, dans le département de la Loire-Atlantique, en région Pays de la Loire, en France.

## Historique
La propriété est construite entre 1804 et 1810 pour la famille du général Jean-Baptiste de Couëtus sur les plans de l'architecte Michel-André Seheult. Elle passe à Hippolyte de Cornulier-Lucinière à la suite de son mariage avec la petite-fille du général de Couëtus. Puis, par héritage, aux familles du Plessis-Quinquis, puis West.
Le monument est inscrit au titre des monuments historiques en 1997.

## Description
Bâtie au début du XIXe siècle, la villa des Bretaudières est une demeure d'agrément inspirée des villas palladiennes, c'est-à-dire une maison de plaisance entourée de bâtiments d'exploitation agricole. De fait, des communs la bordaient initialement à l'ouest et à l'est. Il ne reste aujourd'hui que les communs situés à l'ouest.  
La villa elle-même est composée d'un corps central surélevé et de deux ailes plus basses. L’effet de l’ensemble est sobre mais élégant notamment grâce au fronton de la façade nord, à la rotonde de la façade sud et au décor en tuffeau de la paroi, des angles et des fenêtres. Le plan est massé, l'axialité étant marquée par l'avant-corps en rotonde.  
Au rez-de-chaussée, un vestibule dessert un salon ovale et une salle à manger. À l'étage, un second vestibule dessert quatre chambres dont une ovale, située au dessus du salon. 